# Michaił Siergiejew
Michaił Grigorjewicz Siergiejew (ros. Михаи́л Григо́рьевич Серге́ев, ur. 1903, zm. 1993) – radziecki dyplomata.

## Życiorys
Należał do WKP(b), 1936-1939 był konsulem generalnym ZSRR w Mediolanie, od 1939 do 3 czerwca 1941 I sekretarzem Ambasady/Misji ZSRR i chargé d’affaires ZSRR w Grecji, 1943-1945 kierownikiem Wydziału I Europejskiego Ludowego Komisariatu Spraw Zagranicznych ZSRR. Od 20 marca 1945 do 12 lipca 1946 ambasador nadzwyczajny i pełnomocny ZSRR w Belgii, jednocześnie od 17 listopada 1945 do 12 lipca 1946 ambasador nadzwyczajny i pełnomocny ZSRR w Luksemburgu, od 12 lipca 1946 do 1 czerwca 1948 ambasador nadzwyczajny i pełnomocny ZSRR w Argentynie, 1948-1950 zastępca kierownika Wydziału I Europejskiego MSZ ZSRR. Od 1950 do lipca 1953 kierownik Wydziału I Europejskiego MSZ ZSRR, od 23 lipca 1953 do 5 stycznia 1962 ambasador nadzwyczajny i pełnomocny ZSRR w Grecji.